# Kalaallitkigun jenkinsi
Kalaallitkigun jenkinsi è un mammaliaforme estinto, appartenente agli aramiidi. Visse nel Triassico superiore (Norico, circa 215 milioni di anni fa) e i suoi resti fossili sono stati ritrovati in Groenlandia.

## Descrizione
Questo animale è noto solo per una mandibola incompleta con un premolare e un molare, ed è quindi impossibile ipotizzarne l'aspetto. In ogni caso, la mandibola indica che Kalaallitkigun possedeva alcune caratteristiche uniche: la mandibola, ad esempio, era insolitamente grande per un mammaliaforme della sua epoca (circa il doppio di quelle dei morganucodonti), ed era più massiccia rispetto alla lunghezza degli alveoli dei molari. La mandibola era spessa circa il doppio di quelle di Morganucodon e Megazostrodon. Era inoltre presente un grande processo coronoide con una grande area d'inserzione per il muscolo temporale, simile a quello di Haramiyavia; Kalaallitkigun possedeva un canale postdentale ben sviluppato, indicante la presenza di un orecchio medio mandibolare, di stampo arcaico. Il dente molariforme conservato mostra morfologie complesse e derivate della corona dentaria, così come due radici pienamente sviluppate. La forma dei molari era intermedia tra quella di tipo "triconodonte" (come in Morganucodon) e quella a due file di cuspidi parallele tipica degli aramiidi più derivati.

## Classificazione
Kalaallitkigun jenkinsi venne descritto per la prima volta nel 2020, sulla base di resti fossili ritrovati in terreni risalenti al Norico (Triassico superiore) in Groenlandia. È considerato il più antico aramiide noto, e mostra una condizione dentaria e mandibolare intermedia tra quella dei mammaliaformi arcaici come i morganucodonti (dalla dentatura triconodonte) e quella maggiormente specializzata degli aramiidi successivi. 

## Paleoecologia
I denti a doppia fila di cuspidi di Kalaallitkigun indicano lo sviluppo di una probabile dieta onnivoro-erbivora. I risultati di analisi biomeccaniche indicano che i denti a due radici di Kalaallitkigun erano più adatti a sopportare stress meccanici maggiori come quelli causati dall'occlusione dentaria rispetto ai denti a radice singola (Sulej et al., 2020).